# Abasxanlı
Abasxanlı è un comune dell'Azerbaigian situato nel distretto di Ağsu. Conta una popolazione di 636 abitanti.